# Lee Jung-soo
Lee Jung-soo (ur. 8 stycznia 1980 w Gimhae) – południowokoreański piłkarz występujący na pozycji obrońcy w Charlotte Independence.

## Gole dla reprezentacji
| Lp. | Data             | Miejsce        | Przeciwnik | Goli  | Wynik | Rozgrywki       |
| --- | ---------------- | -------------- | ---------- | ----- | ----- | --------------- |
| 1   | 5 września 2009  | Seul           | Australia  | 1 gol | 3-1   | Mecz towarzyski |
| 2   | 18 stycznia 2010 | Malaga         | Finlandia  | 1 gol | 2-0   | Mecz towarzyski |
| 3   | 12 czerwca 2010  | Port Elizabeth | Grecja     | 1 gol | 2-0   | Mundial 2010    |

## Wyróżnienia

### Klub
Suwon Samsung
- K-League (1): 2008
- K-League Cup (1): 2008